# Midelt (plaats)
Midelt is een stad in Marokko, gelegen in de hoogvlakte tussen de Midden-Atlas en de Hoge Atlas aan de rechteroever van de Moulouya en is de hoofdplaats van de provincie Midelt. Midelt is gelegen op de hoofdweg die Fez en Meknes in het noorden verbindt met Errachidia in het zuiden.
Bij de census van 2014 telde Midelt 55.304 inwoners.